# Esther Keil
Esther Keil fue una actriz de cine y teatro argentina.

## Carrera
Keil fue una actriz que gracias a su gracia y belleza se destacó notablemente en roles de reparto en el teatro argentino.
En 1954 trabajó en la obra El amor de Barba Azul, que se estrenó en el Teatro Smart, en una compañía encabezada por Alberto Closas, Malisa Zini y Héctor Méndez. Allí también compartió escenario con Adolfo Linvel, Mayra Duhalde, Nina Marqui y la española Isabel Pradas.
En cine actuó en 1956 en la película La dama del millón, con dirección de Enrique Cahen Salaberry sobre el guion de Abel Santa Cruz y Carlos Adén, con protagónicos de Tilda Thamar, Jorge Rivier, George Rigaud, Julia Sandoval y Felisa Mary.

## Filmografía
- 1956: La dama del millón.

## Teatro
- 1954: El amor de Barba Azul.
- 1956: Obra en el Teatro Astral junto a Elvira Travesi y Mario de Rosa.
- 1957: La trama, junto a Mario Marcó, Rafael Ferrante y René Silva.